# Longitud de Planck
La longitud de Planck, segons la teoria de la xarxa d'espín, és la longitud mínima que pot existir. S'anomena així en honor del físic Max Planck.
És igual a:
{\displaystyle l_{P}={\sqrt {\frac {\hbar G}{c^{3}}}}\cong 1,61624(12)\times 10^{-35}} metres
on:
- {\displaystyle \hbar \ } és la constant de Dirac (la constant de Planck dividida per 2π)
- G és la constant gravitacional
- c és la velocitat de la llum en el buit